# Korongnyelvűbéka-félék
A korongnyelvűbéka-félék  (Discoglossidae) a kétéltűek (Amphibia) osztályába és  a békák (Anura) rendjébe tartozó  család.
Az MME ide sorolja az unkaféléket (Bombinatoridae) is.

## Előfordulásuk
Európában, Ázsiában és Afrika északnyugati részén honosak.

## Megjelenésük
Lenőtt nyelvük és  mérgező bőrük van, melyre figyelmeztető színeket használnak.

## Rendszerezés
A családba az alábbi 2 nem és 11 faj tartozik:
- Alytes (Wagler, 1830) – 5 faj
  - ibériai dajkabéka (Alytes cisternasii)
  - déli dajkabéka (Alytes dickhilleni)
  - marokkói dajkabéka (Alytes maurus)
  - mallorcai korongnyelvűbéka (Alytes muletensis)
  - közönséges dajkabéka vagy bábabéka  (Alytes obstetricans)

- Discoglossus (Otth, 1837) – 6 faj
  - ibériai korongnyelvűbéka (Discoglossus galganoi)
  - spanyol korongnyelvűbéka (Discoglossus jeanneae)
  - korzikai korongnyelvűbéka (Discoglossus montalenti)
  - palesztin korongnyelvűbéka (Discoglossus nigriventer)
  - tarka korongnyelvűbéka (Discoglossus pictus)
  - szardíniai korongnyelvűbéka (Discoglossus sardus)